# Hesperoperla
Hesperoperla is een geslacht van steenvliegen uit de familie borstelsteenvliegen (Perlidae). De wetenschappelijke naam van het geslacht is voor het eerst geldig gepubliceerd in 1938 door Banks.

## Soorten
Hesperoperla omvat de volgende soorten:
- Hesperoperla hoguei Baumann & Stark, 1980
- Hesperoperla pacifica (Banks, 1900)